# Église Saint-Sébastien de Fontrabiouse
Pour les articles homonymes, voir église Saint-Sébastien.
L'église Saint-Sébastien est une église romane située à Fontrabiouse, dans le département français des Pyrénées-Orientales.